# Friedrich Magnus von Bassewitz
Friedrich Magnus von Bassewitz (né le 17 janvier 1773 à Schönhof et mort le 14 janvier 1858 à Berlin) est président du district de Potsdam de 1810 à 1842 et également haut président de la province de Brandebourg de 1825 à 1840. Il écrit anonymement quelques ouvrages de base sur la marche de Brandebourg.

## Origine
Friedrich Magnus von Bassewitz est le fils aîné du lieutenant-colonel Ulrich Carl Adolph von Bassewitz (de) et Sophie Elisabeth Henriette von Barner (de). Il a huit frères et six sœurs.

## Biographie
Il quitte la maison pour étudier dans une école de la ville. En 1791, il passe l'Abitur.

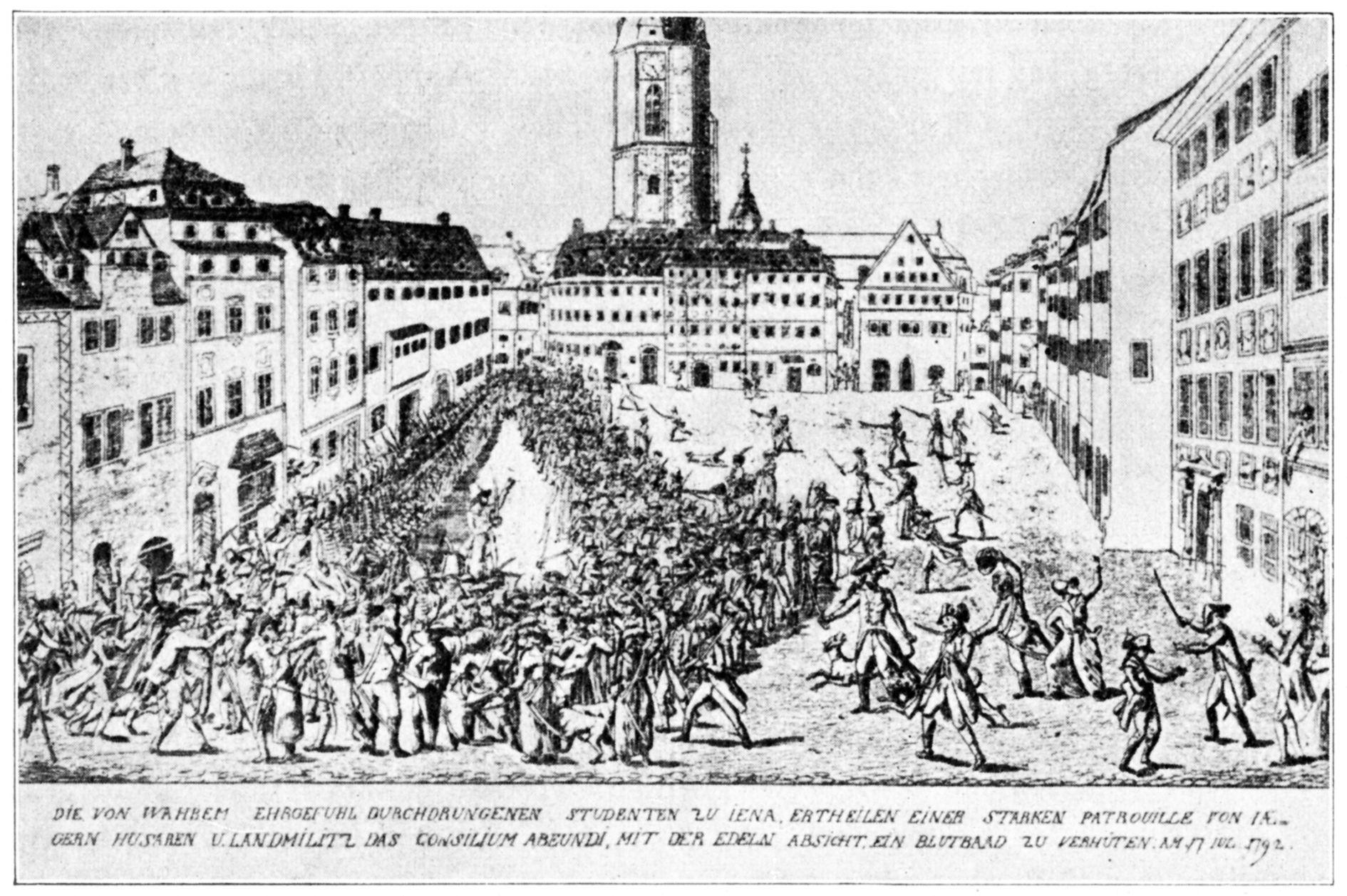
Émeutes entre étudiants et soldats à la suite des émeutes (gravure de 1792). Légende : « Les étudiants d'Iéna, pénétrés d'un véritable sens de l'honneur, donnent à une forte patrouille de chasseurs, de hussards et de miliciens le Consilium abeundi avec la noble intention d'empêcher un bain de sang. Le 17 juillet 1792. "

Friedrich Magnus von Bassewitz fait des études de droit et de caméralia (administration) à Halle, Rostock et Iéna, avec son frère cadet Adolph Joachim von Bassewitz (de),. En 1792, à Iéna, il prend part à l'exode vers Nohra mené par la Landsmannschaft de Courlande en tant que membre senior de la Landsmannschaft Mecklenburg, déclenché par les émeutes chocolatistes (de). Les Mecklembourgeois, avec leur drapeau traditionnel rouge sang, défilent d'abord au milieu du cortège des étudiants d'Iéna, puis se regroupent à l'arrière du cortège sous la direction de leur aîné von Bassewitz afin d'empêcher la partie la plus craintive de le corps étudiant de fuir « même par la force ». En 1793, son frère Adolph devient senior des Mecklembourgs à Iéna. Les deux frères reçoivent à Pâques 1794 le philosophe très populaire Karl Leonhard Reinhold, qui est appelé d'Iéna à Kiel, au nom du corps étudiant d'Iéna, à sa gare de Lübeck sur le chemin de Kiel à Pâques 1794, et lui remboursent ses frais de divertissement et d'hébergement, comme l'ont fait les autres étudiants d'Iéna tout au long du trajet de Reinhold à chaque station de voyage. Bassewitz devient ensuite avocat stagiaire au Collège de manufacture et de commerce de la Chambre de l'électorat de Brandebourg en 1795, commençant ainsi sa carrière dans le service administratif prussien.
Après la fin de sa carrière politique, Bassewitz vit à Berlin à partir de 1842. Il y écrit plusieurs volumes étendus sur le margraviat de Brandebourg pendant la période française. Son ouvrage "Die Kurmark Brandenburg" est publié en 1847 (réimprimé en 1968 aux éditions Georg Olms à Hildesheim).
Friedrich Magnus von Bassewitz est enterré dans l'ancien cimetière de Potsdam sur la Saarmunder Strasse (aujourd'hui Heinrich-Mann-Allee).

## Carrière politique
Après avoir terminé ses études, il trouve un emploi au Collège de manufacture et de commerce de la Chambre de l'électorat de Brandebourg. En 1800, il est nommé au Conseil de la guerre et du domaine de l'électorat. Il est élu président en chef du conseil du gouvernement à Potsdam en 1810 et reçoit de nombreux honneurs dans les années qui ont suivi. En 1824, le roi le nomme président de la province de Brandebourg. Otto von Bismarck le loue en tant que tel dans ses « Pensées et souvenirs », page 15, qui l'accompagne pendant sa formation d'avocat stagiaire. En tant que président senior, il préside également le bureau du Consistoire royal de Brandebourg à Berlin.
Bassewitz est un partisan des réformes Stein-Hardenberg qui, contre l'opposition des nobles prussiens, stimulent la révolution bourgeoise en Prusse et créent les conditions de l'indépendance nationale. Von Bassewitz se sent également obligé à l'esprit des lumières de ces réformes.
Heinrich von Treitschke écrivit plus tard à propos de Bassewitz dans « Deutsche Geschichte des 19. Jahrhunderts ", 1882, 2. Part, page 255 : « Sous le haut président von Heydebreck (de), l'un des fonctionnaires les plus capables, le président du district de Potsdam von Bassewitz, est un homme aux connaissances pratiques étonnantes. Heydebreck, l'un des fonctionnaires les plus compétents qui aient travaillé, le président de Potsdam, von Bassewitz, un homme d'une étonnante connaissance pratique, qui porte dans sa tête toutes les cartes de l'électorat, connait chaque thaler des contributions de guerre et fait venir toute une école de fonctionnaires administratifs compétents, de sorte que le district de Potsdam conserve la bonne réputation qu'il a acquise autrefois sous la direction de Sack. Bassewitz s'en tient fermement aux principes de la nouvelle législation, mais sait traiter tout le monde de manière si douce et amicale que même les nobles féodaux n'en veulent pas sérieusement au réformateur ! "
À Potsdam, Friedrich Magnus von Bassewitz accompagne les plans de Frédéric-Guillaume III (1770-1840 ; roi à partir de 1797) pour embellir les parcs royaux et les champs adjacents avec des plantations. Lorsque la route de Potsdam à Nauen est agrandie entre 1840 et 1844, von Bassewitz plante un chêne près de l'actuel pont nord de Nedlitz.
Vers 1840, von Bassewitz fait planter des chênes et des hêtres sur les artères de Potsdam, que l'on peut encore voir aujourd'hui (par exemple dans la rue Am Wiesenrand). Lors d'une visite, Frédéric-Guillaume III s'est moqué. dans sa façon originale de dire « jamais entendu dire que les avenues sont plantées de chênes », mais le prince héritier Frédéric-Guillaume IV (1795-1861, accession au trône en 1840) contredit : « Ne vous laissez pas tromper et gardez plantation. "
Le roi Frédéric-Guillaume IV le confirme le 7 juin 1840 dans tous les bureaux. Pour des raisons de santé, Bassewitz demande sa libération en 1842 après 47 ans de service civil, ce qui lui est accordé.

## Honneurs
En 1835, Friedrich Magnus von Bassewitz est nommé citoyen d'honneur de Potsdam. Lorsqu'il démissionne de son poste pour des raisons de santé en 1842, il reçoit également la citoyenneté d'honneur de la ville de Berlin le 31 mars 1842.
Frédéric-Guillaume IV fait ériger un banc de pierre et une stèle avec un buste en 1857 en signe de gratitude et en remerciement des services de Friedrich Magnus von Bassewitz. La stèle est classée monument historique depuis 1986, est restaurée en 1998 et est encore visible aujourd'hui sur Bassewitz-Platz dans le quartier Neu Fahrland de Potsdam, mais plus avec le buste en métal qui est détruit. Il est remplacé par un gland de pierre.
Le 16 mai 1938, la Bassewitzstraße est baptisée en l'honneur de Friedrich Magnus von Bassewitz à Berlin, mais elle estrebaptisée Laskerstraße le 31 juillet 1947. La rue Bassewitzstraße à Potsdam porte également son nom.

## Famille
Bassewitz épouse en 1801 Adelheid von Gerlach (1784-1865), fille du président de la cour de Köslin Ludwig Wilhelm August von Gerlach (de). Le couple a plusieurs enfants :
- Sophie Henriette Ernestine (1802-1867), chanoinesse du monastère de Dobbertin
- Friedrich Wilhelm Karl Adolf (1803-1876), administrateur d'arrondissement, marié en 1832 avec Anna Hedwig von Krosigk (de) (1812-1847)
- Adelheid (1807-1862) mariée en 1823 avec Adolf von Massenbach (1794-1849), fils du général Karl von Massenbach
- Marie (1808-1878), chanoinesse de l'abbaye de Ribnitz
- Auguste Dorothea (1810-1897) mariée en 1830 avec Gustav von Kessel (1797-1857), major général prussien
- Mathilde (1813-1847) mariée avec Gustav von Keller (de) (1805-1897)
- Elisabeth Amalie (1818-1890) mariée en 1840 avec Charles-Jean d'Alvensleben (de) (1807-1877), major général prussien

## Travaux
- Die Kurmark Brandenburg, ihr Zustand und ihre Verwaltung unmittelbar vor Ausbruch des franz. Krieges im Okt. 1806 bis zu Ende des Jahres 1808. Von einem ehemaligen höhern Staatsbeamten, Leipzig 1847.
- Die Kurmark Brandenburg im Zusammenhange mit den Schicksalen des Gesammtstaats Preußen während der Jahre 1809 und 1810 – Aus dem Nachlasse des Wirklichen Geheimraths Magnus Friedrich von Bassewitz – Nebst einer Biographie mit dem Porträt des Verfassers sowie einem Register aller in diesem und in den früheren beiden Werken vorkommenden Personennamen. Herausgegeben von Karl v. Reinhard, Brockhaus, Leipzig 1860, online.